# دل دادیم
دل دادیم (به هندی: Dil Diya Hai) فیلمی محصول سال ۲۰۰۶ و به کارگردانی آدیتا دات است. در این فیلم بازیگرانی همچون عمران هاشمی، آشمیت پاتل، گیتا باسرا، میتون چاکرابورتی، کیتو جیدوانی، اودیتا گوسوامی ایفای نقش کرده‌اند.